# Microceratus
Microceratus („Malý rohatec“) byl malý ptakopánvý dinosaurus ze skupiny Ceratopsia, který žil v období svrchní křídy na území dnešního Mongolska (a možná i jinde na území Asie). Patřil k nejmenším známým ceratopsům (dosahoval délky jen kolem 60 cm), chodil po zadních nohách (bipedně) a byl také jedním z nejstarších známých rohatých dinosaurů (podobně jako rod Psittacosaurus). Stejně jako všichni ostatní rohatí dinosauři byl i Microceratus býložravý a jeho tlama byla zakončena charakteristickým zobákem. Původní rodové jméno tohoto dinosaura, Microceratops, bylo během popisu v roce 1953 již zadáno pro jeden druh brouka, proto bylo nutné ho změnit. Mnoho z původního popisného materiálu tohoto druhu bylo již přisouzeno rodu Graciliceratops.

## V populární kultuře
Tento dinosaurus je pod původním (již neplatným) rodovým jménem Microceratops krátce zmíněn ve slavném románu Michaela Crichtona Jurský park.